# Єнський міст
Єнський міст (фр. Pont d'Iéna) — міст у Парижі на ріці Сена. Збудований 1808 року, він поєднує сади Трокадеро та Ейфелеву вежу. З 1975 року внесений до переліку національних пам'яток Франції.